# Brasserie du Jorat
Vous pouvez aider à l'améliorer ou bien discuter des problèmes sur sa page de discussion.
- Il ne cite pas suffisamment ses sources. Vous pouvez indiquer les passages à sourcer avec {{référence nécessaire}} ou {{Référence souhaitée}}, et inclure les références utiles en les liant aux notes de bas de page. (Marqué depuis février 2017)
- Il contient une ou plusieurs listes. Le texte gagnerait à être rédigé sous la forme d’un ou plusieurs paragraphes synthétiques, afin d’être plus agréable à lire. (Marqué depuis avril 2021)

- Archive Wikiwix
- Bing
- Cairn
- DuckDuckGo
- E. Universalis
- Gallica
- Google
- G. Books
- G. News
- G. Scholar
- Persée
- Qwant
- (zh) Baidu
- (ru) Yandex
- (wd) trouver des œuvres sur Wikidata

La Brasserie du Jorat est une brasserie artisanale suisse, se trouvant à Ropraz dans le canton de Vaud en Suisse romande.
Depuis 2006, elle produit de la Bière artisanale authentique brassée avec savoir-faire et passion. Aujourd'hui, en début d'année 2020, elle a installé ses cuves dans un bâtiment situé à Ropraz. Sous un même toit, se trouve désormais la salle de brassage, l'embouteillage, l'étiquetage ainsi que le stockage. S'y trouve également une boutique de vente à l'emporter ainsi qu'un bar pour déguster avant l'achat des bières. Des Salles de réunions à louer complètent l'offre.
La gamme se compose des bières annuelles, des bières exclusives et des bières saisonnières.

## Les bières annuelles
- La Blanche, 5,5 %, est une bière blanche à base d'un mélange de malt de blé et de malt d’orge et du houblon aromatique.
- La Blonde, 5,0 %, est une bière blonde au malt d’orge, du houblon.
- L'Ambrée (appelée autrefois ambrée des Brigands du Jorat), 6,0 %, est une bière ambrée, brassée avec un mélange de trois malts d'orge.
- La Noire, 5,5 %, est une bière de type Porter aux malts torréfiés qui donnent des arômes de café et une rondeur chocolatée.

## Les bières exclusives
- La Vaudoise,
- La Motueka
- La Nati

## Les bières saisonnières
- L'Hivernale (appelée autrefois Charme d’hiver), 5,5 %, est une bière brune à base de cannelle, du coriandre, de l’anis et d’autres épices.
- La Floréale, 5,0 %, est une bière de printemps florale et épicée, grâce aux houblons spécifiquement sélectionnés.
- La Framboise, 5.5 %, est une bière aux fruits savoureux, sans arômes ajoutés ni colorants.
- L'automnale

## Les visites de la brasserie
La brasserie du Jorat organise des visites de deux heures durant laquelle vous apprendrez comment se fabrique la bière artisanale. Vous pourrez aussi déguster le résultat de ce travail à la fin de la visite.

## 10 ans de la brasserie
Pour son 10e anniversaire la brasserie s'offre un festival de trois jours en juin. Réunissant des groupes suisses connus, ainsi qu'une scène ouverte aux groupes qui montent, ce festival veut mettre en avant le terroir local en avant. Une bière spéciale a été concoctée pour l'occasion.